# Этот замечательный мир
«Этот замечательный мир» (англ. It’s a Wonderful World) — американская криминальная комедия 1939 года режиссёра В. С. Ван Дайка. В главных ролях — Клодетт Кольбер, Джеймс Стюарт и Гай Кибби.

## Сюжет
Гай Джонсон — частный детектив. Его задача — следить за любящим выпить миллионером Вилли Хейвардом и удерживать того от разных глупостей. Однако однажды выполнить задачу не удаётся: Хейварда навеселе на месте убийства чуть не захватывает полиция. И хотя он не виноват, доказать это может только Гай Джонсон, который пытается найти настоящего преступника. Но детектива, в свою очередь, задерживают стражи правопорядка за предоставление убежища Хейварду. Джонсон убегает с помощью машины мисс Эдвины Корда, которая случайно оказывается на его пути…

## В ролях
- Клодетт Кольбер — Эдвина Корде
- Джеймс Стюарт — Гай Джонсон
- Гай Кибби — Фред Стритер
- Нат Пендлтон — сержант Фред Корец
- Фрэнсис Дрейк — Вивиан Тарбела
- Эдгар Кеннеди — лейтенант Миллер
- Эрнест Трукс — Вилли Хейвард
- Ричард Карль — Виллоугбай
- Сесилия Каледжо — Долорес Гонсалес
- Сидни Блэкмер — Эл Маллон
- Джек Малхолл — репортёр (в титрах не указан)